# آناتولی فالکوویچ
آناتولی سولومونوویچ فالکویچ (۴ اکتبر ۱۹۲۳، باکو - ۱ نوامبر ۱۹۹۴، حیفا) بازیگر تئاتر و سینمای شوروی و جمهوری آذربایجان بود.